# Zénobie retrouvée par les bergers sur les bords de l'Araxe
Zénobie retrouvée par les bergers sur les bords de l'Araxe est une huile sur toile de William-Adolphe Bouguereau peinte en 1850. L'œuvre remporte le prix de Rome de 1850. Le tableau achevé est conservé par l'École des beaux-arts de Paris ; des esquisses en existent, à l'École des beaux-arts et au musée d'Orsay.
« Plutôt que d'esquisses, il faudrait parler de réductions, tant ces petites toiles sont proches de l'œuvre primée ; elles ont été réalisées en dehors des Loges des concours. Le sujet proposé au concours du Grand Prix en 1850 était inattendu, tiré de Tacite, qui écrivait l’Histoire avec une froideur et une ironie désespérée. Un roi d’Arménie, vaincu à la guerre, avait été contraint de s’enfuir avec sa femme enceinte : « poussé par la violence de son amour, habitué d'ailleurs aux crimes, il tire son cimeterre [sabre], l'en frappe, et, l'ayant traînée au bord de l'Araxe, il l'abandonne au courant du fleuve, pour que son corps même ne puisse être enlevé […] Zénobie (c’était le nom de cette femme) flotta doucement jusque sur la rive, respirant encore et donnant des signes manifestes de vie. Des bergers l'aperçurent ; et, jugeant à la noblesse de ses traits qu'elle n'était pas d'une naissance commune, ils bandent la blessure, y appliquent les remèdes connus aux champs ».
Le lauréat du concours fut Paul Baudry, déclaré « premier Grand Prix ». À la suite d'intrigues, Bouguereau put faire utiliser son second Grand Prix - qui n'était qu'un prix de consolation - pour obtenir une pension à la Villa Médicis. 